# 더 킹 : 영원의 군주
《더 킹 : 영원의 군주》는 2020년 4월 17일부터 6월 12일까지 방송된 SBS 금토 드라마다.

## 기획의도
악마에 맞서 차원의 문(門)을 닫으려는 이과(理科)형 대한제국 황제 이곤과 누군가의 삶, 사람, 사랑을 지키려는 문과(文科)형 대한민국 형사 정태을의 두 세계를 넘나드는 공조를 그린 멜로 로맨스 판타지 드라마.

## 제작진

### 연출
- 백상훈 : ( 영화 《노이로제》(조명부), 영화 《당신의 바벨탑》(촬영), KBS2 드라마스페셜 《내가 가장 예뻤을 때》(연출), KBS2 드라마스페셜 《오월의 멜로》(연출), KBS2 수목 미니시리즈 《비밀》(공동연출), KBS2 드라마스페셜 《중학생 A양》(연출), KBS2 월화 미니시리즈 《후아유 - 학교 2015》(공동연출), KBS2 수목 미니시리즈 《태양의 후예》(공동연출), KBS2 월화 미니시리즈 《구르미 그린 달빛》(공동연출), KBS2 월화 미니시리즈 《마녀의 법정》(프로듀서) 등 연출 )

- 정지현 : ( tvN 월화드라마 《너는 나의 봄》(연출), tvN 토일드라마 《스물다섯 스물하나》(연출) 등 연출 )

- 유제원 : ( tvN 월화 미니시리즈 《고교처세왕》(연출), MBN 특별기획드라마 《천국의 눈물》(연출), tvN 금토 미니시리즈 《오 나의 귀신님》(연출), tvN 금토 미니시리즈 《내일 그대와》(연출), tvN 월화 미니시리즈 《어비스》(연출), tvN 주말 미니시리즈 《하이바이, 마마!》(연출), tvN 주말 미니시리즈 《갯마을 차차차》(연출) 등 연출 )

## 등장인물

### 주요 인물
- 이민호 : 이곤 (33세) 역 (아역 : 정현준) - 대한제국의 황제, 죽은 선 황제 이호의 아들. 이림의 조카. 태을의 연인.
- 김고은 : 정태을 / 루나 (구서경) (30세) 역 - 서울종로경찰서 강력 3팀 경위, 도인의 딸. 이곤의 연인 / 전과자 → 대한제국 강력 3팀 형사.
- 우도환 : 조은섭 / 조영 (29세) 역 (아역 : 정시율)- 휴학 중인 사회 복무 요원 / 황실 근위대 대장.
- 김경남 : 강신재 (강현민) (33세) 역 (아역 : 문우진) - 서울종로경찰서 강력 3팀 형사, 태을의 직장 동료. 화연의 아들 → 대한제국 황실 궁인 선영의 아들. 대한제국 강력 3팀 형사.
- 정은채 : 구서령 / 구은아 (38세) 역 (아역 : 신수연) - 대한제국 총리, 민헌의 전처 → 횡령죄로 교도소에 수감 / 대한민국 국민
- 이정진 : 이림 / 이성재 (69세 / 51세) 역 - 40대 후반의 모습을 가진 금친왕, 이호의 이복 형. 이곤의 큰아버지 / 은호의 형, 지훈의 큰아버지. 정혜의 시 아주버님
- 김영옥 : 노옥남 (80대 초반) 역 - 정 5품 제조상궁
- 전배수 : 정도인 (50대 중반) 역 - 태을의 아버지, 영웅호걸 태권도장 주인
- 서정연 : 송정혜 (50대 중반) 역 - 은호의 아내, 지훈의 어머니. 이곤의 어머니와 같은 얼굴의 인물
- 박원상 : 박문식 (50대 초반) 역 - 서울종로경찰서 강력 3팀 팀장, 희주의 남편
- 강홍석 : 장 미카엘 / 장미륵 (27세) 역 - 강력 3팀 막내 / 황실 근위대 수석 훈련생
- 전무송 : 이종인 (70대 중반) 역 - 부영군, 왕실의 종친. 전직 의사.
- 김용지 : 명나리 / 명승아 (29세) 역 - 태을의 고등학교 후배 → 은섭의 아내 / 황실 공보실 직원
- 이해영 : 유조열 / 유경무 (40대 후반) 역 - 대한민국 전과자, 이림의 수하
- 황영희 : 민선영(박숙진) / 민화연 (50대 후반) 역 - 황실 궁인, 현민의 어머니 / 신재의 어머니
- 박지연 : 박지영 (30대 초반) 역 - 서령의 대학 후배, 유 회장의 아내

### 경찰청 사람들
- 허동원 : 심 형사 (40대 초반) 역 - 강력 3팀 만년 경위
- 안시하 : 김희주 / 김주현 (40대 후반) 역 - 국과수 부검의, 문식의 아내 / 대한제국 국과수 부검의
- 송상은 : 경란 (30세) 역 - 태을의 동기, 과학수사팀 직원
- 최무인 : 강준혁 역 - 대한제국 강력계 형사, 루나의 담당 형사.

### 황실 사람들
- 백현주 : 모현아 (40대 초반) 역 - 황실의 대변인, 이곤의 비서 실장 → 대한제국 총리.
- 이홍내 : 석호필 (20대 중반) 역 - 황실 근위대 부대장, 평안남도 출신.
- 강기둥 : 김민석 역 - 서령의 비서 → 서령이 수감된 교도소의 교도관

### 그 외 인물
- 이황의 : 서령의 비서 역(60대) - 총리의 그림자이자, 수행 비서.
- 이지현 : 은섭과 은비, 은우 남매의 어머니 역
- 박소진 : 조해인 역(30대 중반) - 정신과 의사, 신재의 담당 주치의.
- 고은민 : 1994년 대한민국의 송정혜 역
- 양조아 : 명호 어머니 → 백 실장 역
- 정예나 : 조은비 역 - 은섭의 이란성 쌍둥이 동생
- 설우형 : 조은우 역 - 은섭의 이란성 쌍둥이 동생
- 정수지 : 김수진 역 - 중고거래 사기범
- 류성록 : 박규봉 역 - 대한제국 황실 직원
- 정하담 : 유정화 역 - 대한제국 황실 직원
- 우지현 : 서울종로경찰서 강력 3팀의 막내, 태을의 후배
- 김욱 : 최남준 역 - 태을의 고등학교 동창 (요요소년)
- 박훈 : 대한제국 조영 / 대한민국 조은섭 아버지 역
- 최우성 : 김기원 역 - 이림의 수하
- 김형우 : 윤헌수 역
- 이호철 : 달구 역
- 천정하 : 양선 요양병원 원무과장 역
- 최교식 : 금은방 주인 역
- 김종태 : 이상도 역 - 45세, 철물점 주인 → 대한제국의 말 관리사
- 한기중 : 대민당 박철옹 의원 역 - 대한제국
- 이채경 : 대민당 국회의원 역 - 대한제국
- 양현민 : 건달 역 - 불법 도박하우스 사건 용의자, 사채업자
- 김정영 : 서령의 어머니 역 - 대한제국의 생선 가게 운영
- 박정언 : 대한제국 칼국수집 주인
- 신현종 : 이정훈 역 - 대한제국 황실 소속 마의
- 문동혁 : 박정구 역 - 은미의 남자친구
- 정현준 : 이지훈 역 † - 대한민국에 살고 있는 송정혜의 아들, 성재의 조카. 대한제국 태자인 이곤과 같은 얼굴의 인물

### 특별 출연
- 권율 : 이호 / 이은호 역 † - 대한제국 선 황제이자 이곤의 아버지 / 정혜의 남편이자 지훈의 아버지
- 허재호 : 김복만 역 - 살인 사건 및 불법 사이트 도박사건 용의자.
- 주예림 : 민지 역 - 황실 유치원생
- 전노민 : 최기태 함장 역 - 이곤의 군 시절 상관
- 하승리 : 장연지 역 - 살인 사건 목격자, 죽은 은미의 룸메이트 / 대한제국 황실 경호원
- 조재윤 : 사격장 아저씨 역
- 태인호 : 최민헌 역 - 서령의 전 남편, KU그룹 회장.
- 김보민 : 어린 요요소년 역 - 평행세계의 균형을 조절하는 미지의 존재
- 김동균 : 신재의 아버지 역 - 화연의 남편, 오랜 시간 깨어나지 못하는 자신의 아들을 숨기고 대한제국의 강현민을 신재로 살게 한 장본인.
- 서우진 : 현아의 아들 역

## 수상
- 2020년 SBS 연기대상 판타지 로맨스 부문 남자 최우수연기상 이민호

## 시청률
최저 시청률과 최고 시청률은 시청률 조사회사와 지역별로 시청률에 차이가 있을 수 있습니다.
| 2020년      | 2020년      | 2020년         | 2020년         | 2020년       | 2020년 |
| 회차        | 방송일      | TNmS 시청률    | AGB 시청률     | AGB 시청률   |        |
| 회차        | 방송일      | 대한민국(전국) | 대한민국(전국) | 서울(수도권) |        |
| ----------- | ----------- | -------------- | -------------- | ------------ | ------ |
| 제1회       | 4월 17일    | 9.2%           | 10.1%          | 11.4%        |        |
| 제1회       | 4월 17일    | 9.9%           | 11.4%          | 12.9%        |        |
| 제2회       | 4월 18일    | 6.8%           | 8.4%           | 9.7%         |        |
| 제2회       | 4월 18일    | 9.3%           | 11.6%          | 12.9%        |        |
| 제3회       | 4월 24일    | 8.1%           | 7.8%           | 8.2%         |        |
| 제3회       | 4월 24일    | 8.9%           | 9.0%           | 9.4%         |        |
| 제4회       | 4월 25일    | 7.3%           | 8.0%           | 8.8%         |        |
| 제4회       | 4월 25일    | 9.5%           | 9.7%           | 10.1%        |        |
| 제5회       | 5월 1일     | 6.2%           | 7.6%           | 8.2%         |        |
| 제5회       | 5월 1일     | 8.0%           | 8.6%           | 9.3%         |        |
| 제6회       | 5월 2일     | 6.4%           | 7.4%           | 7.9%         |        |
| 제6회       | 5월 2일     | 8.5%           | 10.3%          | 10.5%        |        |
| 제7회       | 5월 8일     | 6.4%           | 7.0%           | 7.3%         |        |
| 제7회       | 5월 8일     | 6.9%           | 8.1%           | 8.7%         |        |
| 제8회       | 5월 9일     | -              | 6.1%           | 6.8%         |        |
| 제8회       | 5월 9일     | -              | 8.1%           | 8.5%         |        |
| 제9회       | 5월 15일    | -              | 5.8%           | 6.3%         |        |
| 제9회       | 5월 15일    | 5.8%           | 6.3%           | 7.0%         |        |
| 제10회      | 5월 16일    | -              | 6.4%           | 7.3%         |        |
| 제10회      | 5월 16일    | 7.3%           | 7.8%           | 8.7%         |        |
| 제11회      | 5월 22일    | -              | 5.2%           | 5.6%         |        |
| 제11회      | 5월 22일    | 6.6%           | 6.6%           | 6.8%         |        |
| 제12회      | 5월 23일    | -              | 6.1%           | 6.6%         |        |
| 제12회      | 5월 23일    | 8.6%           | 8.1%           | 8.5%         |        |
| 제13회      | 5월 30일    | -              | 5.6%           | -            |        |
| 제13회      | 5월 30일    | 8.2%           | 7.7%           | 8.2%         |        |
| 제14회      | 6월 5일     | -              | 5.7%           | 6.5%         |        |
| 제14회      | 6월 5일     | 6.1%           | 6.7%           | 7.5%         |        |
| 제15회      | 6월 6일     | 5.8%           | 5.9%           | 6.8%         |        |
| 제15회      | 6월 6일     | 7.2%           | 8.1%           | 8.5%         |        |
| 제16회      | 6월 12일    | 5.5%           | 5.8%           | 6.2%         |        |
| 제16회      | 6월 12일    | 7.2%           | 8.1%           | 8.7%         |        |
| 평균 시청률 | 평균 시청률 | %              | 7.7%           | 8.4%         |        |

## OST
다음은 오리지널 사운드트랙(OST) 싱글 앨범에 포함된 곡들이며, 정렬기준은 출시 순입니다.
- Part.1 Zion T - I Just Want To Stay With You (2020.04.18 발매)
- Part.2 화사 (마마무) - Orbit (2020.04.19 발매)
- Part.3 김종완 (NELL) - 연 (Gravity) (2020.04.24 발매)
- Part.4 용주 (YONGZOO) - Maze (2020.04.25 발매)
- Part.5 하성운 - I Fall In Love (2020.05.02 발매)
- Part.6 다비치 - Please Don't Cry (2020.05.03 발매)
- Part.7 선우정아 - 꽃이 피는 걸 막을 순 없어요 (2020.05.09 발매)
- Part.8 폴킴 - Dream (2020.05.10 발매)
- Part.9 개코, 김나영 - Heart Break (2020.05.15 발매)
- Part.10 지코, 웬디 (레드벨벳) - 나의 하루는 다 너로 가득해 (2020.05.16 발매)
- Part.11 거미 - My Love (2020.05.23 발매)
- Part.12 황치열 - 모두 잠든 밤 (2020.05.30 발매)
- Part.13 임한별, 김재환 - 너는 나의 시작이자 마지막이다 (2020.06.06 발매)

## 참고 사항
- 지나친 PPL 등이 문제점으로 제기됐다.[3]
- 성에 대한 고정관념 등을 조장할 우려가 있는 내용을 내보내 방송통신심의위원회 측에서 '권고' 조치를 받았다.[4]
- 이 드라마는 픽션이며, 실제와 관련 없음을 밝힌다.
- 허동원, 문동혁은 2019년에 개봉한 영화 《악인전》 이후로 1년만에 재회하는 작품이다.

## 결방 사유
- 5월 29일 : 코로나19에 대한 범국민적 경각심을 일깨워 주자는 취지로, SBS 편성본부 측에서 편성 공백을 메우기 위하여 코로나19 특선영화 '컨테이젼'이 긴급편성됨에 따라 결방되었다. 13회는 5월 30일 밤 10시에 방송되었다.

## 같이 보기
- 대한민국의 텔레비전 드라마 목록 (ㄷ)
- 2020년 대한민국의 텔레비전 드라마 목록